# 海洋龙属
海洋龍（屬名：Thalassiodracon）意為「海洋的龍」，是種小型蛇頸龍類，生存於三疊紀瑞提階到侏儸紀赫唐階的歐洲。模式標本是一個完整骨骸（編號BMNH 2018），是由化石收集者Thomas Hawkins發現於英格蘭森麻實郡。模式種T. hawkinsi是唯一的種，是以發現者為名。海洋龍最初被歸類於蛇頸龍的一種。海洋龍身長1.5到2公尺，擁有長頸部；以身體比例而言，海洋龍的頭顱骨比蛇頸龍大，佔了身體總長度的1/10。目前海洋龍被歸類於上龍亞目。

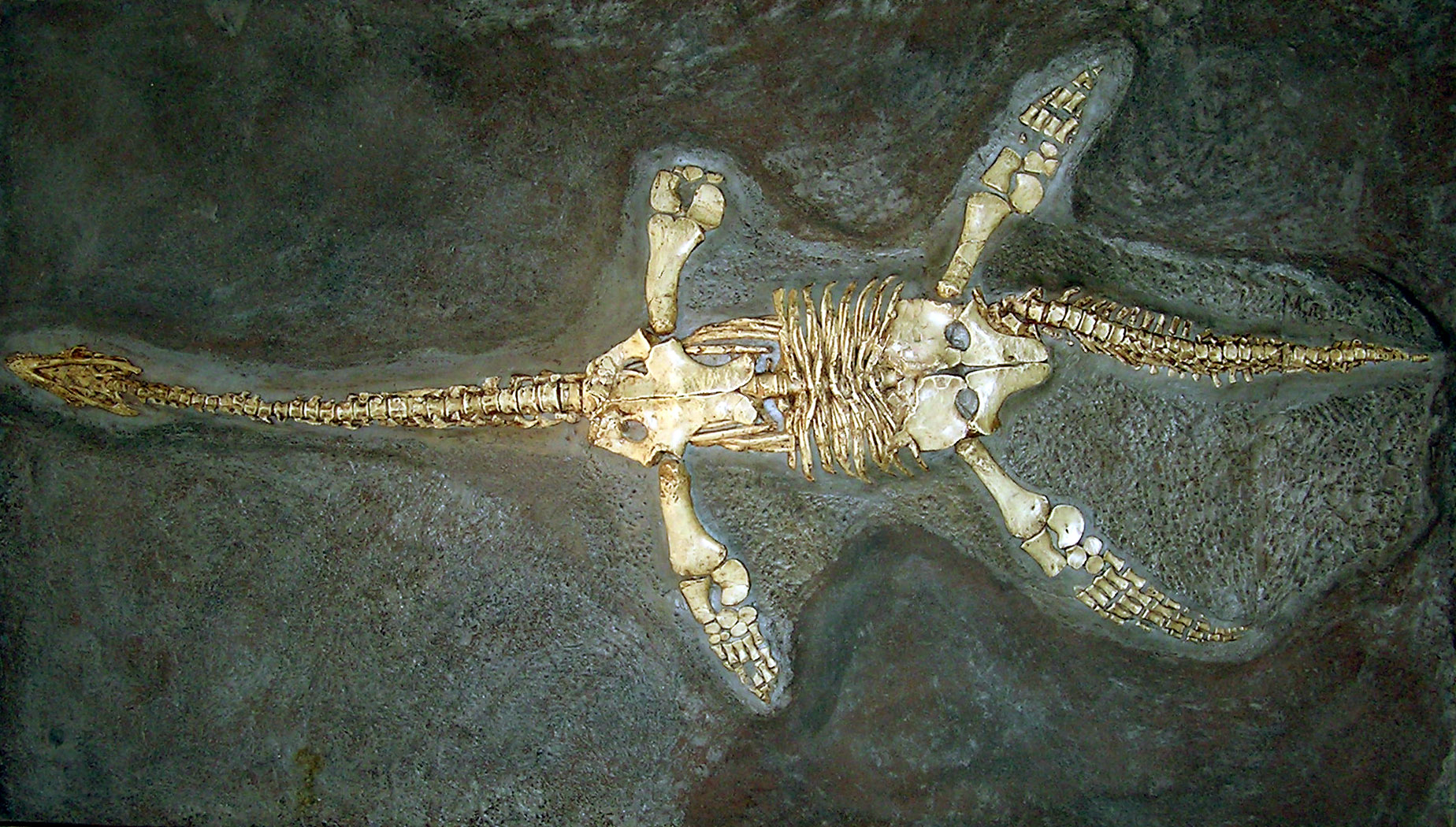
海洋龍的化石，倫敦自然史博物館

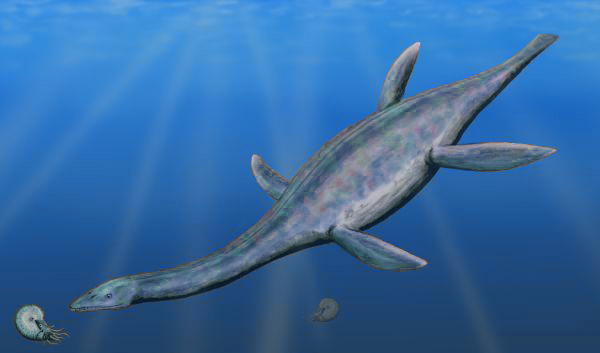
海洋龍的重建圖